# Bolesław Bierut
Bolesław Bierut (født 18. april 1892 i Rury Brigidkowskie ved Lublin – 12. marts 1956 i Moskva) var en polsk kommunistisk politiker, stalinist og Sovjetallieret som ledede Polen efter 2. verdenskrig.

## Liv
Bierut rejste i 1925 til Moskva for at få kommunistisk skolering ved Kominterns skole. Da det polske kommunistparti blev opløst af Josef Stalin i 1938, undgik han Stalins udrensninger blandt polske kommunister. I 1943 blev der dannet et nyt polsk kommunistparti, Polska Partia Robotnicza, som han blev udpeget til at lede. Fra 1944 til 1947 var han leder for nationalrådet, Krajowa Rada Narodowa. Bierut spillede en vigtig rolle i kommunisternes magtovertagelse i Polen, og gav dessuden ordre til at konfiskere tysk land og ejendom i 1946 (Bierut-dekretet). Fra 1947 var han det kommunistiske Polens præsident.
Selv om Bierut var en tilhænger af stalinismen undlod han at igangsætte processer mod kommunistiske politikere som blev udstødt på grund af "højreafvig", deriblandt hans senere efterfølger Władysław Gomułka. Han godkendte alligevel skueprosesserne mod mange polske ikke-kommunistiske militære ledere fra 2. verdenskrig og kirkeledere. Mange modstandere af det kommunistiske regime blev dømt til døden i hemmelige retssager.
Bierut døde under et statsbesøg i Sovjetunionen.